# Gnathaina
Gnathaina, som levde under 300-talet f.Kr., var en grekisk hetär.
Hon var framför allt berömd för sin kvickhet, och många historier berättades om hennes ordväxlingar med klienter, köpmän vid marknaden, kollegor och hennes dotter Gnathainions klienter.  Hon nämns av Machon, i Memorabilia av Lynkeus av Samos, Anaxilas och Timocles.  Hennes mest kända klient var Diphilos.  Hon ska också ha varit vän med Demetrios Poliorketes älskarinna Mania.  Enligt Athenaios författade hon en 323 rader lång lista med regler för klienter inför inbjudan till symposium, av liknande slag som annars skrevs av filosofer. 